# 2012 en jeu vidéo
Cet article présente les faits marquants de l'année 2012 concernant le jeu vidéo.

## Événements
- 22 février 2012 : Sortie de la PlayStation Vita de Sony en Europe et en Amérique du Nord.
- 16 mars 2012 : EverQuest passe en free-to-play.
- 2 mai 2012 : L'éditeur à succès Bethesda Softworks (Fallout 3, Skyrim), annonce The Elder Scrolls Online, développé par ZeniMax Online Studios, c'est un tournant majeur pour la série The Elder Scrolls et son éditeur.
- 28 juillet 2012 : Sortie de la 3DS XL de Nintendo en Europe.
- 30 novembre 2012 : Sortie de la Nintendo Wii U en Europe.
- Novembre 2012 : Arrêt de production de la PlayStation 2, plus de douze ans après sa sortie initiale le (3 mars 2000).
- 7 décembre 2012 : Sortie de la Wii Mini au Canada.
- 18 décembre 2012 : Sortie de la Neo-Geo X en Amérique du Nord.
- 2012 : sortie de Duel Quiz.

### Salons et manifestations
- 5 mars - 9 mars : Game Developers Conference, Game Developers Choice Awards et Independent Games Festival à San Francisco.
- 7 avril - 9 avril : Gamers Assembly 2012 à Poitiers.
- 5 mai : Iron Squid : Chapter 1 au Grand Rex à Paris
- 25 mai - 27 mai : Epitanime à Paris (Porte d'Italie).
- 5 juin - 7 juin : Electronic Entertainment Expo 2012 à Los Angeles.
- 15 août - 19 août : gamescom à Cologne.
- 20 septembre - 23 septembre : Tokyo Game Show à Tokyo.
- 31 octobre - 4 novembre : Paris Games Week à Paris.

## Jeux notables
Principaux jeux sortis en 2012 :
- 007 Legends (Xbox 360, PlayStation 3, PC)
- Assassin's Creed III (Xbox 360, PlayStation 3, PC)
- Borderlands 2 (Xbox 360, PlayStation 3, PC)
- Call of Duty: Black Ops II (Xbox 360, PlayStation 3, PC)
- Counter-Strike: Global Offensive (PC)
- Dance Central 3 (Xbox 360)
- Darksiders II (Xbox 360, PlayStation 3, PC)
- Dishonored (Xbox 360, PlayStation 3, PC)
- Dead or Alive 5 (Xbox 360, PlayStation 3)
- Diablo 3  (PC)
- Dragon's Dogma (Xbox 360, PlayStation 3)
- Dust 514 (PlayStation 3)
- Far Cry 3 (Xbox 360, PlayStation 3, PC)
- Fez (Xbox 360)
- FIFA 13 (Tous supports)
- FIFA Street (Xbox 360, PlayStation 3, PC)
- Final Fantasy XIII-2 (Xbox 360, PlayStation 3)
- Forza Horizon (Xbox 360)
- Gran Turismo 5 Academy Edition (PlayStation 3)
- Guild Wars 2  (PC)
- Halo 4 (Xbox 360)
- Heroes of Ruin (Nintendo 3DS)
- Hitman: Absolution (Xbox 360, PlayStation 3, PC)
- Journey (PlayStation 3)
- Kid Icarus: Uprising (Nintendo 3DS)
- Kingdom Hearts 3D: Dream Drop Distance (Nintendo 3DS)
- Mario et Sonic aux Jeux olympiques de Londres 2012 (Wii, Nintendo 3DS)
- Mario Party 9 (Wii)
- Mario Tennis Open (Nintendo 3DS)
- Mass Effect 3 (Xbox 360, PlayStation 3, PC)
- Medal of Honor: Warfighter (Xbox 360, PlayStation 3)
- Max Payne 3 (Xbox 360, PlayStation 3, PC)
- Metal Gear Solid : Snake Eater 3D (Nintendo 3DS)
- Naruto Shippūden: Ultimate Ninja Storm Generations (Xbox 360, PlayStation 3)
- New Super Mario Bros. 2 (Nintendo 3DS)
- New Super Mario Bros. U (Wii U)
- Nintendo Land (Wii U)
- Pandora's Tower (Wii)
- Paper Mario: Sticker Star (Nintendo 3DS)
- Pokémon Noir 2 et Blanc 2 (Nintendo DS)
- Prototype 2 (Xbox 360, PlayStation 3)
- Resident Evil: Revelations (Nintendo 3DS)
- Resident Evil 6 (PlayStation 3, Xbox 360, PC)
- Ridge Racer Unbounded (Xbox 360, PlayStation 3, PC)
- Sleeping Dogs (Xbox 360, PlayStation 3, PC)
- SoulCalibur V (Xbox 360, PlayStation 3)
- SSX (Xbox 360, PlayStation 3)
- Street Fighter X Tekken (Xbox 360, PlayStation 3)
- Tekken Tag Tournament 2 (Xbox 360, PlayStation 3)
- Total War: Shogun 2 - La Fin des samouraïs (PC)
- Uncharted: Golden Abyss (PlayStation Vita)
- Wakfu (PC, Mac OS, Linux)
- WWE '13 (Xbox 360, PlayStation 3, Wii, PlayStation Vita)
- World of Warcraft: Mists of Pandaria (PC)
- ZombiU (Wii U)

## Liste exhaustive des sorties

### Janvier - Mars
| Mois          | Jour | Titre                                              | Plates-formes      |
| J A N V I E R | 4    | Katawa Shōjo                                       | Win                |
| J A N V I E R | 4    | NFL Blitz                                          | PSN, XBLA          |
| J A N V I E R | 10   | Choplifter HD                                      | Win                |
| J A N V I E R | 11   | Amy                                                | XBLA               |
| J A N V I E R | 12   | Run Roo Run                                        | iOS                |
| J A N V I E R | 17   | Amy                                                | PSN                |
| J A N V I E R | 17   | Dustforce                                          | Win                |
| J A N V I E R | 18   | Caverns of Minos                                   | iOS                |
| J A N V I E R | 18   | Haunt                                              | XBLA               |
| J A N V I E R | 19   | Sonic the Hedgehog 4: Episode 1                    | Win                |
| J A N V I E R | 19   | Sonic CD                                           | Win                |
| J A N V I E R | 25   | Oil Rush                                           | Win, Lin, MacOS    |
| J A N V I E R | 25   | Puddle                                             | XBLA               |
| J A N V I E R | 25   | SOL: Exodus                                        | Win                |
| J A N V I E R | 26   | Dead Block                                         | Win                |
| J A N V I E R | 26   | Mutant Mudds                                       | 3DS                |
| J A N V I E R | 26   | Tropico 3: Gold Edition                            | MacOS              |
| J A N V I E R | 27   | King Arthur II: The Role-Playing Wargame           | Win                |
| J A N V I E R | 30   | Call of Cthulhu: The Wasted Land                   | iOS                |
| J A N V I E R | 31   | Puddle                                             | PSN                |
| J A N V I E R | 31   | Final Fantasy XIII-2                               | PS3, X360          |
| J A N V I E R | 31   | NeverDead                                          | PS3, X360          |
| J A N V I E R | 31   | SoulCalibur V                                      | PS3, X360          |
| F E V R I E R | 2    | Mortal Kombat: Arcade Kollection                   | Win                |
| F E V R I E R | 2    | PixelJunk Eden                                     | Win                |
| F E V R I E R | 3    | The Simpsons: Arcade Game                          | XBLA               |
| F E V R I E R | 7    | The Darkness II                                    | Win, PS3, X360     |
| F E V R I E R | 7    | Gotham City Impostors                              | Win, PSN           |
| F E V R I E R | 7    | Jak and Daxter Collection                          | PS3                |
| F E V R I E R | 7    | Les Royaumes d'Amalur : Reckoning                  | Win, PS3, X360     |
| F E V R I E R | 7    | Resident Evil: Revelations                         | 3DS                |
| F E V R I E R | 7    | Shank 2                                            | Win, PSN           |
| F E V R I E R | 7    | The Simpsons: Arcade Game                          | PSN                |
| F E V R I E R | 8    | Gotham City Impostors                              | XBLA               |
| F E V R I E R | 8    | Shank 2                                            | XBLA               |
| F E V R I E R | 9    | Jagged Alliance: Back in Action                    | Win                |
| F E V R I E R | 13   | Beat the Beat: Rhythm Paradise                     | Wii                |
| F E V R I E R | 14   | BlazBlue: Continuum Shift Extend                   | PS3, X360, PSVita  |
| F E V R I E R | 14   | Crusader Kings 2                                   | Win                |
| F E V R I E R | 14   | Grand Chelem Tennis 2                              | PS3, X360          |
| F E V R I E R | 14   | Lumines Electronic Symphony                        | PSVita             |
| F E V R I E R | 14   | Mario et Sonic aux Jeux olympiques de Londres 2012 | 3DS                |
| F E V R I E R | 14   | Tales of the Abyss                                 | 3DS                |
| F E V R I E R | 14   | Tekken 3D: Prime Edition                           | 3DS                |
| F E V R I E R | 14   | Twisted Metal                                      | PS3                |
| F E V R I E R | 14   | UFC Undisputed 3                                   | PS3, X360          |
| F E V R I E R | 14   | Worms: Ultimate Mayhem                             | PSN                |
| F E V R I E R | 15   | Dear Esther                                        | Win, MacOS         |
| F E V R I E R | 15   | F1 2011                                            | PSVita             |
| F E V R I E R | 15   | Little Deviants                                    | PSVita             |
| F E V R I E R | 15   | Michael Jackson: The Experience                    | PSVita             |
| F E V R I E R | 15   | Rayman Origins                                     | PSVita             |
| F E V R I E R | 15   | Uncharted: Golden Abyss                            | PSVita             |
| F E V R I E R | 15   | Warp                                               | XBLA               |
| F E V R I E R | 16   | Alan Wake                                          | Win                |
| F E V R I E R | 21   | Asura's Wrath                                      | PS3, X360          |
| F E V R I E R | 21   | Metal Gear Solid: Snake Eater 3D                   | 3DS                |
| F E V R I E R | 21   | Syndicate                                          | Win, PS3, X360     |
| F E V R I E R | 21   | Tales from Space: Mutant Blobs Attack              | Win, MacOS, PSVita |
| F E V R I E R | 21   | WWE WrestleFest                                    | iOS                |
| F E V R I E R | 22   | Alan Wake's American Nightmare                     | XBLA               |
| F E V R I E R | 22   | Army Corps of Hell                                 | PSVita             |
| F E V R I E R | 22   | Ben 10: Galactic Racing                            | PSVita             |
| F E V R I E R | 22   | Dillon's Rolling Western                           | 3DS                |
| F E V R I E R | 22   | Dungeon Hunter: Alliance                           | PSVita             |
| F E V R I E R | 22   | Dynasty Warriors Next                              | PSVita             |
| F E V R I E R | 22   | Escape Plan                                        | PSVita             |
| F E V R I E R | 22   | Everybody's Golf                                   | PSVita             |
| F E V R I E R | 22   | Hustle Kings                                       | PSVita             |
| F E V R I E R | 22   | ModNation Racers: Road Trip                        | PSVita             |
| F E V R I E R | 22   | Ninja Gaiden Sigma Plus                            | PSVita             |
| F E V R I E R | 22   | Plantes contre zombies                             | PSVita             |
| F E V R I E R | 22   | Shinobido 2: Revenge of Zen                        | PSVita             |
| F E V R I E R | 22   | Super Stardust Delta                               | PSVita             |
| F E V R I E R | 22   | Touch My Katamari                                  | PSVita             |
| F E V R I E R | 22   | Ultimate Marvel vs. Capcom 3                       | PSVita             |
| F E V R I E R | 22   | WipEout 2048                                       | PSVita             |
| F E V R I E R | 23   | Wargame: European Escalation                       | Win                |
| F E V R I E R | 24   | Gridrunner iOS                                     | iOS                |
| F E V R I E R | 27   | PokéPark 2 : Le Monde des Vœux                     | Wii                |
| F E V R I E R | 27   | Zombies, Run!                                      | iOS                |
| F E V R I E R | 28   | Auditorium                                         | Win, MacOS         |
| F E V R I E R | 28   | Binary Domain                                      | PS3, X360          |
| F E V R I E R | 28   | Hyperdimension Neptunia mk2                        | PS3                |
| F E V R I E R | 28   | Mortal Kombat: Komplete Edition                    | PS3, X360          |
| F E V R I E R | 28   | Shin Megami Tensei: Devil Survivor 2               | NDS                |
| F E V R I E R | 28   | SSX                                                | PS3, X360          |
| F E V R I E R | 29   | Microsoft Flight                                   | Win                |
| F E V R I E R | 29   | Nexuiz                                             | XBLA               |
| F E V R I E R | 29   | Wakfu                                              | Win, Lin, MacOS    |
| M A R S       | 1    | Deep Black: Reloaded                               | Win                |
| M A R S       | 1    | Les Simpson : Springfield                          | iOS                |
| M A R S       | 1    | Vessel                                             | Win                |
| M A R S       | 6    | Blades of Time                                     | PS3, X360          |
| M A R S       | 6    | Crush 3D                                           | 3DS                |
| M A R S       | 6    | Lego Harry Potter : Années 5 à 7                   | PSVita             |
| M A R S       | 6    | Mass Effect 3                                      | Win, PS3, X360     |
| M A R S       | 6    | Mass Effect Infiltrator                            | iOS, Android       |
| M A R S       | 6    | MLB 12: The Show                                   | PS3, PSVita        |
| M A R S       | 6    | MotorStorm: RC                                     | PS3, PSVita        |
| M A R S       | 6    | Les Sims 3 : Showtime                              | Win, MacOS         |
| M A R S       | 6    | Stacking                                           | Win                |
| M A R S       | 6    | Street Fighter X Tekken                            | PS3, X360          |
| M A R S       | 6    | Unit 13                                            | PSVita             |
| M A R S       | 7    | I Am Alive                                         | XBLA               |
| M A R S       | 11   | Mario Party 9                                      | Wii                |
| M A R S       | 13   | Birds of Steel                                     | PS3, X360          |
| M A R S       | 13   | FIFA Street                                        | PS3, X360          |
| M A R S       | 13   | Journey                                            | PSN                |
| M A R S       | 13   | Naruto Shippūden: Ultimate Ninja Storm Generations | PS3, X360          |
| M A R S       | 13   | Reality Fighters                                   | PSVita             |
| M A R S       | 13   | Ridge Racer                                        | PSVita             |
| M A R S       | 13   | Shoot Many Robots                                  | PSN                |
| M A R S       | 13   | Silent Hill: Downpour                              | PS3, X360          |
| M A R S       | 13   | Tales of Graces ƒ                                  | PS3                |
| M A R S       | 13   | Warp                                               | Win, PSN           |
| M A R S       | 13   | Yakuza: Dead Souls                                 | PS3                |
| M A R S       | 14   | Shoot Many Robots                                  | XBLA               |
| M A R S       | 15   | Chaos Rings II                                     | iOS                |
| M A R S       | 15   | Dungeon Defenders                                  | MacOS              |
| M A R S       | 19   | Ys: The Oath in Felghana                           | Win                |
| M A R S       | 20   | Armored Core V                                     | PS3, X360          |
| M A R S       | 20   | Ninja Gaiden 3                                     | PS3, X360          |
| M A R S       | 20   | Resident Evil: Operation Raccoon City              | PS3, X360          |
| M A R S       | 20   | Silent Hill HD Collection                          | PS3, X360          |
| M A R S       | 20   | Sumioni                                            | PSVita             |
| M A R S       | 20   | Warriors Orochi 3                                  | PS3                |
| M A R S       | 21   | Mutant Storm Reloaded                              | Win                |
| M A R S       | 21   | Sine Mora                                          | XBLA               |
| M A R S       | 22   | Angry Birds Space                                  | Win, MacOS, iOS    |
| M A R S       | 23   | Kid Icarus: Uprising                               | 3DS                |
| M A R S       | 23   | Rayman 3 HD                                        | PSN, XBLA          |
| M A R S       | 23   | Total War: Shogun 2 - La Fin des samouraïs         | Win                |
| M A R S       | 27   | Capcom Digital Collection                          | X360               |
| M A R S       | 27   | Closure                                            | PSN                |
| M A R S       | 27   | Gettysburg: Armored Warfare                        | Win                |
| M A R S       | 27   | Ridge Racer Unbounded                              | Win, PS3, X360     |
| M A R S       | 27   | Tiger Woods PGA Tour 13                            | PS3, X360          |
| M A R S       | 27   | Tropico 4: Modern Times                            | X360               |
| M A R S       | 27   | Warriors Orochi 3                                  | X360               |
| M A R S       | 28   | Wrecked: Revenge Revisited                         | PSN, XBLA          |
| M A R S       | 29   | BioShock 2                                         | MacOS              |
| M A R S       | 29   | Rayman Origins                                     | Win                |
| M A R S       | 30   | South Park: Tenorman's Revenge                     | XBLA               |
| M A R S       | 31   | Trine 2                                            | Lin                |

### Avril - Juin
| Mois      | Jour | Titre                                                  | Plates-formes                         |
| A V R I L | 3    | Blacklight: Retribution                                | Win                                   |
| A V R I L | 3    | Devil May Cry: HD Collection                           | PS3, X360                             |
| A V R I L | 3    | I Am Alive                                             | PSN                                   |
| A V R I L | 3    | Kinect Star Wars                                       | X360                                  |
| A V R I L | 4    | Diabolical Pitch                                       | XBLA                                  |
| A V R I L | 5    | Bug Princess 2                                         | iOS                                   |
| A V R I L | 5    | Confrontation                                          | Win                                   |
| A V R I L | 6    | Anomaly: Warzone Earth                                 | XBLA                                  |
| A V R I L | 6    | Shoot Many Robots                                      | Win                                   |
| A V R I L | 6    | Xenoblade Chronicles                                   | Wii                                   |
| A V R I L | 10   | Naval War: Arctic Circle                               | Win                                   |
| A V R I L | 10   | Skullgirls                                             | PSN                                   |
| A V R I L | 11   | Avernum: Escape from the Pit                           | Win                                   |
| A V R I L | 11   | Burnout Crash!                                         | iOS                                   |
| A V R I L | 11   | Legend of Grimrock                                     | Win                                   |
| A V R I L | 11   | Skullgirls                                             | XBLA                                  |
| A V R I L | 12   | Men of War: Condemned Heroes                           | Win                                   |
| A V R I L | 12   | Tribes: Ascend                                         | Win                                   |
| A V R I L | 13   | Fez                                                    | XBLA                                  |
| A V R I L | 13   | Spirit Camera : Le Mémoire maudit                      | 3DS                                   |
| A V R I L | 16   | Superbrothers: Sword and Sworcery EP                   | Win                                   |
| A V R I L | 17   | Disgaea 3: Absence of Detention                        | PSVita                                |
| A V R I L | 17   | The House of the Dead 4                                | PSN                                   |
| A V R I L | 17   | Insanely Twisted Shadow Planet                         | Win                                   |
| A V R I L | 17   | The Witcher 2: Assassins of Kings Enhanced Edition     | X360                                  |
| A V R I L | 18   | Trials Evolution                                       | XBLA                                  |
| A V R I L | 20   | Blades of Time                                         | Win, MacOS                            |
| A V R I L | 20   | The Darkness II                                        | MacOS                                 |
| A V R I L | 23   | Serious Sam 3: BFE                                     | MacOS                                 |
| A V R I L | 24   | Prototype 2                                            | PS3, X360                             |
| A V R I L | 24   | UEFA Euro 2012                                         | Win, PS3, X360                        |
| A V R I L | 25   | The Walking Dead: Épisode 1                            | Win, PSN, XBLA, MacOS, iOS            |
| A V R I L | 26   | Deus Ex: Human Revolution Ultimate Edition             | MacOS                                 |
| A V R I L | 27   | Binary Domain                                          | Win                                   |
| A V R I L | 27   | Risen 2: Dark Waters                                   | Win                                   |
| A V R I L | 27   | The Walking Dead: Épisode 1                            | XBLA                                  |
| M A I     | 1    | The Exiled Realm of Arborea                            | Win                                   |
| M A I     | 1    | Sniper Elite V2                                        | Win, PS3, X360                        |
| M A I     | 1    | The Legend of Dragoon                                  | PSN                                   |
| M A I     | 1    | Mortal Kombat: Komplete Edition                        | PSVita                                |
| M A I     | 2    | Fable Heroes                                           | XBLA                                  |
| M A I     | 3    | Nexuiz                                                 | Win                                   |
| M A I     | 8    | Starhawk                                               | PS3                                   |
| M A I     | 8    | Tomb of the Lost Queen                                 | Win, MacOS                            |
| M A I     | 9    | Minecraft                                              | XBLA                                  |
| M A I     | 11   | Street Fighter X Tekken                                | Win                                   |
| M A I     | 15   | Battleship                                             | PS3, X360, NDS, 3DS                   |
| M A I     | 15   | Diablo III                                             | Win, MacOS                            |
| M A I     | 15   | Game of Thrones                                        | Win, PS3, X360                        |
| M A I     | 15   | Max Payne 3                                            | PS3, X360                             |
| M A I     | 15   | PixelJunk 4am                                          | PSN                                   |
| M A I     | 15   | Sonic the Hedgehog 4: Episode 2                        | Win, PSN                              |
| M A I     | 16   | Sonic the Hedgehog 4: Episode 2                        | XBLA                                  |
| M A I     | 17   | Sonic the Hedgehog 4: Episode 2                        | iOS                                   |
| M A I     | 18   | Dragon's Lair                                          | XBLA                                  |
| M A I     | 18   | Resident Evil: Operation Raccoon City                  | Win                                   |
| M A I     | 20   | Mario Tennis Open                                      | 3DS                                   |
| M A I     | 22   | Alan Wake's American Nightmare                         | Win                                   |
| M A I     | 22   | Dragon's Dogma                                         | PS3, X360                             |
| M A I     | 22   | Men in Black: Alien Crisis                             | PS3, X360, Wii                        |
| M A I     | 22   | Sorcery                                                | PS3                                   |
| M A I     | 22   | Tom Clancy's Ghost Recon: Future Soldier               | PS3, X360                             |
| M A I     | 23   | Dirt: Showdown                                         | Win                                   |
| M A I     | 23   | Doctor Who: The Eternity Clock                         | PSN                                   |
| M A I     | 24   | Pastry Panic                                           | iOS                                   |
| M A I     | 28   | The Binding of Isaac: Wrath of the Lamb                | Win, MacOS                            |
| M A I     | 29   | Resistance: Burning Skies                              | PSVita                                |
| M A I     | 29   | Ys Origin                                              | Win                                   |
| J U I N   | 1    | Max Payne 3                                            | Win                                   |
| J U I N   | 5    | Inversion                                              | PS3, X360                             |
| J U I N   | 5    | Rayman Origins                                         | 3DS                                   |
| J U I N   | 10   | Pikmin 2                                               | Wii                                   |
| J U I N   | 12   | Dirt: Showdown                                         | PS3, X360                             |
| J U I N   | 12   | Gravity Rush                                           | PSVita                                |
| J U I N   | 12   | Metal Gear Solid: HD Collection                        | PSVita                                |
| J U I N   | 12   | Gungnir                                                | PSP                                   |
| J U I N   | 12   | Lollipop Chainsaw                                      | PS3, X360                             |
| J U I N   | 12   | Sins of a Solar Empire: Rebellion                      | Win                                   |
| J U I N   | 13   | Doctor Who: The Eternity Clock                         | PSVita                                |
| J U I N   | 18   | Pokémon Conquest                                       | NDS                                   |
| J U I N   | 19   | Brave                                                  | Win, PS3, X360, Wii, PSVita, NDS, 3DS |
| J U I N   | 19   | Civilization V: Gods and Kings                         | Win, MacOS                            |
| J U I N   | 19   | Lego Batman 2: DC Super Heroes                         | Win, PS3, X360, Wii, PSVita, 3DS      |
| J U I N   | 19   | Magicka: The Other Side of the Coin                    | Win                                   |
| J U I N   | 19   | Steel Battalion: Heavy Armor                           | X360                                  |
| J U I N   | 19   | Tombi!                                                 | PSN                                   |
| J U I N   | 20   | Magic: The Gathering – Duels of the Planeswalkers 2013 | Win, PSN, XBLA, iOS                   |
| J U I N   | 21   | Quantum Conundrum                                      | Win                                   |
| J U I N   | 25   | Penny Arcade Adventures - Episode 3                    | Win, MacOS                            |
| J U I N   | 26   | The Amazing Spider-Man                                 | PS3, X360, Wii, 3DS                   |
| J U I N   | 26   | Londres 2012                                           | Win, PS3, X360                        |
| J U I N   | 26   | Spec Ops: The Line                                     | Win, PS3, X360                        |
| J U I N   | 26   | Tom Clancy's Ghost Recon: Future Soldier               | Win                                   |
| J U I N   | 26   | Unchained Blades                                       | PSP                                   |
| J U I N   | 27   | Agarest: Generations of War 2                          | PS3                                   |
| J U I N   | 27   | The Walking Dead: Épisode 2                            | Win, MacOS, PS3, X360, iOS            |
| J U I N   | 27   | Final Fantasy III                                      | Android                               |
| J U I N   | 29   | Mini Ninjas Adventures                                 | XBLA                                  |

### Juillet - Septembre
| Mois              | Jour | Titre                                  | Plates-formes                              |
| J U I L E T       | 3    | Test Drive: Ferrari Racing Legends     | PS3, X360                                  |
| J U I L E T       | 3    | The Secret World                       | Win                                        |
| J U I L E T       | 3    | Theatrhythm Final Fantasy              | 3DS                                        |
| J U I L E T       | 4    | Spelunky                               | XBLA                                       |
| J U I L E T       | 10   | NCAA Football 13                       | PS3, X360                                  |
| J U I L E T       | 10   | Quantum Conundrum                      | PSN                                        |
| J U I L E T       | 10   | Rhythm Thief et les Mystères de Paris  | 3DS                                        |
| J U I L E T       | 11   | Quantum Conundrum                      | XBLA                                       |
| J U I L E T       | 12   | AFL Live: Game of the Year Edition     | Win, PS3, X360                             |
| J U I L E T       | 12   | Tiny Wings 2                           | iOS                                        |
| J U I L E T       | 17   | Heroes of Ruin                         | 3DS                                        |
| J U I L E T       | 17   | Dyad                                   | PSN                                        |
| J U I L E T       | 18   | Tony Hawk's Pro Skater HD              | XBLA                                       |
| J U I L E T       | 19   | Fieldrunners 2                         | iOS                                        |
| J U I L E T       | 24   | Prototype 2                            | Win                                        |
| J U I L E T       | 25   | Wreckateer                             | XBLA                                       |
| J U I L E T       | 27   | Inversion                              | Win                                        |
| J U I L E T       | 28   | Warsow                                 | Win, MacOS, Lin                            |
| J U I L E T       | 30   | Orcs Must Die! 2                       | Win                                        |
| J U I L E T       | 31   | Kingdom Hearts 3D: Dream Drop Distance | 3DS                                        |
| J U I L E T       | 31   | Risen 2: Dark Waters                   | PS3, X360                                  |
| J U I L E T       | 31   | Growlanser: Wayfarer of Time           | PSP                                        |
| A O U T           | 1    | Deadlight                              | XBLA                                       |
| A O U T           | 7    | Persona 4: Arena                       | PS3, X360                                  |
| A O U T           | 7    | Sound Shapes                           | PS3, PSVita                                |
| A O U T           | 8    | Hybrid                                 | XBLA                                       |
| A O U T           | 10   | The Amazing Spider-Man                 | Win                                        |
| A O U T           | 13   | Sanctum                                | MacOS                                      |
| A O U T           | 13   | Iron Brigade                           | Win                                        |
| A O U T           | 14   | Darksiders II                          | Win, PS3, X360                             |
| A O U T           | 14   | The Last Story                         | Wii                                        |
| A O U T           | 14   | Papo and Yo                            | PSN                                        |
| A O U T           | 14   | Sleeping Dogs                          | Win, PS3, X360                             |
| A O U T           | 15   | Dust: An Elysian Tail                  | XBLA                                       |
| A O U T           | 15   | Tales from Space: Mutant Blobs Attack  | Win                                        |
| A O U T           | 15   | Tom Clancy's Ghost Recon Online        | Win                                        |
| A O U T           | 19   | New Super Mario Bros. 2                | 3DS                                        |
| A O U T           | 21   | Counter-Strike: Global Offensive       | Win, PSN, X360, MacOS                      |
| A O U T           | 21   | The Expendables 2 Videogame            | Win, PSN, XBLA                             |
| A O U T           | 21   | Jojo's Bizarre Adventure HD            | PSN                                        |
| A O U T           | 21   | Retro/Grade                            | PSN                                        |
| A O U T           | 21   | Transformers : La Chute de Cybertron   | Win, PS3, X360                             |
| A O U T           | 21   | Way of the Samurai 4                   | PSN                                        |
| A O U T           | 22   | Jojo's Bizarre Adventure HD            | XBLA                                       |
| A O U T           | 24   | Dark Souls: Prepare to Die Edition     | Win                                        |
| A O U T           | 28   | God of War Saga                        | PS3                                        |
| A O U T           | 28   | Guild Wars 2                           | Win                                        |
| A O U T           | 28   | Madden NFL 13                          | PS3, X360, PSVita                          |
| A O U T           | 28   | Ratchet and Clank Trilogy              | PS3                                        |
| A O U T           | 28   | Rock Band Blitz                        | PSN                                        |
| A O U T           | 28   | Tony Hawk's Pro Skater HD              | PSN                                        |
| A O U T           | 28   | The Walking Dead: Épisode 3            | PSN                                        |
| A O U T           | 29   | Rock Band Blitz                        | XBLA                                       |
| A O U T           | 29   | The Walking Dead: Épisode 3            | Win, XBLA                                  |
| A O U T           | 30   | Mutant Mudds                           | Win                                        |
| A O U T           | 31   | Final Fantasy Dimensions               | iOS, Android                               |
| S E P T E M B R E | 4    | Zen Pinball 2                          | PS3, PSVita                                |
| S E P T E M B R E | 6    | Trine 2: Goblin Menace                 | Win, MacOS                                 |
| S E P T E M B R E | 6    | I Am Alive                             | Win                                        |
| S E P T E M B R E | 7    | Closure                                | Win, MacOS                                 |
| S E P T E M B R E | 7    | Mark of the Ninja                      | XBLA                                       |
| S E P T E M B R E | 11   | Anomaly: Warzone Earth                 | PSN                                        |
| S E P T E M B R E | 11   | Double Dragon: Neon                    | PSN                                        |
| S E P T E M B R E | 11   | NBA Baller Beats                       | X360                                       |
| S E P T E M B R E | 11   | NHL 13                                 | PS3, X360                                  |
| S E P T E M B R E | 11   | Tekken Tag Tournament 2                | PS3, X360                                  |
| S E P T E M B R E | 12   | Double Dragon: Neon                    | XBLA                                       |
| S E P T E M B R E | 13   | Prince of Persia Classic               | Android                                    |
| S E P T E M B R E | 13   | Fractured Soul                         | 3DS                                        |
| S E P T E M B R E | 14   | Black Mesa                             | Win                                        |
| S E P T E M B R E | 14   | FTL: Faster Than Light                 | Win, Lin, MacOS                            |
| S E P T E M B R E | 14   | Joe Danger 2: The Movie                | XBLA                                       |
| S E P T E M B R E | 16   | Kirby's Dream Collection               | Wii                                        |
| S E P T E M B R E | 18   | Borderlands 2                          | Win, PS3, X360                             |
| S E P T E M B R E | 18   | F1 2012                                | Win, PS3, X360                             |
| S E P T E M B R E | 18   | Jet Set Radio HD                       | PSN                                        |
| S E P T E M B R E | 18   | Tony Hawk's Pro Skater HD              | Win                                        |
| S E P T E M B R E | 19   | Jet Set Radio HD                       | Win, XBLA                                  |
| S E P T E M B R E | 20   | Rayman: Jungle Run                     | iOS, Android                               |
| S E P T E M B R E | 20   | Torchlight II                          | Win, MacOS                                 |
| S E P T E M B R E | 25   | Angry Birds Trilogy                    | X360, PS3, 3DS                             |
| S E P T E M B R E | 25   | Dead or Alive 5                        | PS3, X360                                  |
| S E P T E M B R E | 25   | FIFA 13                                | Win, PS3, X360, Wii, PSVita, PSP, PS2, iOS |
| S E P T E M B R E | 25   | Grand Theft Auto III                   | PSN                                        |
| S E P T E M B R E | 25   | Little Big Planet                      | PSVita                                     |
| S E P T E M B R E | 25   | Marvel vs. Capcom Origins              | PSN                                        |
| S E P T E M B R E | 25   | One Piece: Pirate Warriors             | PS3                                        |
| S E P T E M B R E | 25   | PES 2013                               | Win, PS3, X360                             |
| S E P T E M B R E | 25   | Le Testament de Sherlock Holmes        | Win, PS3, X360                             |
| S E P T E M B R E | 25   | Tokyo Jungle                           | PSN                                        |
| S E P T E M B R E | 25   | World of Warcraft: Mists of Pandaria   | Win, MacOS                                 |
| S E P T E M B R E | 25   | Yumby Toss                             | iOS                                        |
| S E P T E M B R E | 26   | Castle Crashers                        | Win                                        |
| S E P T E M B R E | 26   | Marvel vs. Capcom Origins              | XBLA                                       |
| S E P T E M B R E | 27   | Bad Piggies                            | iOS, Android, Win, MacOS                   |
| S E P T E M B R E | 27   | Half-Minute Hero                       | Win                                        |

### Octobre - Décembre
| Mois            | Jour                                         | Titre                                                        | Plates-formes                        |
| O C T O B R E   | 2                                            | Carrier Command: Gaea Mission                                | Win, X360                            |
| O C T O B R E   | 2                                            | NBA 2K13                                                     | Win, X360, PS3, PSP, Wii             |
| O C T O B R E   | 2                                            | Nights into Dreams HD                                        | PSN                                  |
| O C T O B R E   | 2                                            | Resident Evil 6                                              | PS3, X360                            |
| O C T O B R E   | 2                                            | Sonic Adventure 2                                            | PSN                                  |
| O C T O B R E   | 2                                            | War of the Roses                                             | Win                                  |
| O C T O B R E   | 3                                            | The_Witch's_House (en)                                       | Win                                  |
| O C T O B R E   | 5                                            | Nights into Dreams HD                                        | XBLA                                 |
| O C T O B R E   | 5                                            | Sonic Adventure 2                                            | XBLA                                 |
| O C T O B R E   | 7                                            | Pokémon Noir 2 et Blanc 2                                    | NDS                                  |
| O C T O B R E   | 9                                            | Code of Princess                                             | 3DS                                  |
| O C T O B R E   | 9                                            | Dishonored                                                   | Win, PS3, X360                       |
| O C T O B R E   | 9                                            | Fable: The Journey                                           | X360                                 |
| O C T O B R E   | 9                                            | The Walking Dead: Épisode 4                                  | PSN                                  |
| O C T O B R E   | 9                                            | Joe Danger 2: The Movie                                      | PSN                                  |
| O C T O B R E   | 9                                            | Just Dance 4                                                 | Wii, PS3, X360                       |
| O C T O B R E   | 9                                            | Machinarium                                                  | PS3                                  |
| O C T O B R E   | 9                                            | Retro City Rampage                                           | PSN, PSVita, Win                     |
| O C T O B R E   | 9                                            | XCOM: Enemy Unknown                                          | Win, PS3, X360                       |
| O C T O B R E   | 10                                           | Chaos Rings                                                  | Android                              |
| O C T O B R E   | 10                                           | The Walking Dead: Épisode 4                                  | Win, XBLA                            |
| O C T O B R E   | 10                                           | Naughty Bear: Panic in Paradise                              | PSN, XBLA                            |
| O C T O B R E   | 11                                           | Of Orcs and Men                                              | Win, PS3, X360                       |
| O C T O B R E   | 15                                           | Le Seigneur des anneaux online - Les Cavaliers du Rohan      | Win                                  |
| O C T O B R E   | 16                                           | 007 Legends                                                  | PS3, X360                            |
| O C T O B R E   | 16                                           | Chivalry: Medieval Warfare                                   | Win                                  |
| O C T O B R E   | 16                                           | Dance Central 3                                              | X360                                 |
| O C T O B R E   | 16                                           | Doom 3: BFG Edition                                          | Win, X360, PS3                       |
| O C T O B R E   | 16                                           | Dragon Ball Z for Kinect                                     | X360                                 |
| O C T O B R E   | 16                                           | Mark of the Ninja                                            | Win                                  |
| O C T O B R E   | 16                                           | Rocksmith                                                    | Win                                  |
| O C T O B R E   | 16                                           | RollerCoaster Tycoon 3D                                      | 3DS                                  |
| O C T O B R E   | 16                                           | Silent Hill: Book of Memories                                | PSVita                               |
| O C T O B R E   | 17                                           | Carmageddon                                                  | iOS                                  |
| O C T O B R E   | 17                                           | Serious Sam 3: BFE                                           | XBLA                                 |
| O C T O B R E   | 17                                           | Viking: Battle for Asgard                                    | Win                                  |
| O C T O B R E   | 18                                           | Sonic Jump                                                   | iOS                                  |
| O C T O B R E   | 18                                           | The Witcher 2: Assassins of Kings                            | MacOS                                |
| O C T O B R E   | 19                                           | Euro Truck Simulator 2                                       | Win                                  |
| O C T O B R E   | 21                                           | Michael Jackson: The Experience                              | MacOS                                |
| O C T O B R E   | 21                                           | Skylanders: Giants                                           | PS3, X360, Wii, 3DS                  |
| O C T O B R E   | 23                                           | A Game of Dwarves                                            | Win                                  |
| O C T O B R E   | 23                                           | Elemental: Fallen Enchantress                                | Win                                  |
| O C T O B R E   | 23                                           | Forza Horizon                                                | X360                                 |
| O C T O B R E   | 23                                           | Giana Sisters: Twisted Dreams                                | Win                                  |
| O C T O B R E   | 23                                           | Hotline Miami                                                | Win                                  |
| O C T O B R E   | 23                                           | Killzone HD                                                  | PSN                                  |
| O C T O B R E   | 23                                           | Medal of Honor: Warfighter                                   | Win, PS3, X360                       |
| O C T O B R E   | 23                                           | Street Fighter X Tekken                                      | PSVita                               |
| O C T O B R E   | 23                                           | The Unfinished Swan                                          | PSN                                  |
| O C T O B R E   | 23                                           | Virtue's Last Reward                                         | 3DS, PSVita                          |
| O C T O B R E   | 25                                           | Deadlight                                                    | Win                                  |
| O C T O B R E   | 25                                           | The Fool and His Money                                       | Win, MacOS                           |
| O C T O B R E   | 28                                           | Professeur Layton et le Masque des miracles                  | 3DS                                  |
| O C T O B R E   | 29                                           | Guns of Icarus Online                                        | Win, MacOS                           |
| O C T O B R E   | 29                                           | Primal Carnage                                               | Win                                  |
| O C T O B R E   | 30                                           | Assassin's Creed III                                         | PS3, X360                            |
| O C T O B R E   | 30                                           | Assassin's Creed III: Liberation                             | PSVita                               |
| O C T O B R E   | 30                                           | Lego Le Seigneur des anneaux                                 | PSVita, 3DS, NDS                     |
| O C T O B R E   | 30                                           | Marvel Avengers: Battle for Earth                            | X360                                 |
| O C T O B R E   | 30                                           | Need for Speed: Most Wanted                                  | Win, X360, PS3, PSVita, iOS, Android |
| O C T O B R E   | 30                                           | Nike+ Kinect Training                                        | X360                                 |
| O C T O B R E   | 30                                           | Ōkami HD                                                     | PSN                                  |
| O C T O B R E   | 30                                           | Sports Champions 2                                           | PS3                                  |
| O C T O B R E   | 30                                           | Transformers Prime : The Game                                | Wii, NDS, 3DS                        |
| O C T O B R E   | 30                                           | WWE '13                                                      | PS3, X360, Wii                       |
| O C T O B R E   | 30                                           | Zone of the Enders HD Collection                             | PS3, X360                            |
| O C T O B R E   | 31                                           | Natural Selection 2                                          | Win                                  |
| O C T O B R E   | 31                                           | Painkiller: Hell and Damnation                               | Win                                  |
| O C T O B R E   | 31                                           | Pid                                                          | Win, MacOS, XBLA, PSN                |
| N O V E M B R E | 2                                            | 007 Legends                                                  | Win                                  |
| N O V E M B R E | 2                                            | Football Manager 2013                                        | Win, MacOS                           |
| N O V E M B R E | 6                                            | Dragon Ball Z Budokai: HD Collection                         | PS3, X360                            |
| N O V E M B R E | 6                                            | Halo 4                                                       | X360                                 |
| N O V E M B R E | 6                                            | Harvest Moon: A New Beginning                                | 3DS                                  |
| N O V E M B R E | 6                                            | Little Big Planet Karting                                    | PS3                                  |
| N O V E M B R E | 6                                            | PES 2013                                                     | Wii, PS2, PSP                        |
| N O V E M B R E | 6                                            | Rayman Origins                                               | 3DS                                  |
| N O V E M B R E | 8                                            | Angry Birds Star Wars                                        | Win, MacOS, iOS, Android             |
| N O V E M B R E | 9                                            | Sine Mora                                                    | Win                                  |
| N O V E M B R E | 11                                           | Paper Mario: Sticker Star                                    | 3DS                                  |
| N O V E M B R E | 13                                           | Call of Duty: Black Ops II                                   | Win, PS3, X360                       |
| N O V E M B R E | 13                                           | Call of Duty: Black Ops - Declassified                       | PSVita                               |
| N O V E M B R E | 13                                           | F1 Race Stars                                                | Win, PS3, X360                       |
| N O V E M B R E | 13                                           | Lego Le Seigneur des anneaux                                 | Win, PS3, X360, Wii                  |
| N O V E M B R E | 13                                           | Rift: Storm Legion                                           | Win                                  |
| N O V E M B R E | 13                                           | Scribblenauts Unlimited                                      | 3DS                                  |
| N O V E M B R E | 13                                           | Wonderbook                                                   | PS3                                  |
| N O V E M B R E | 18                                           | Assassin's Creed III                                         | Wii U                                |
| N O V E M B R E | 18                                           | Batman: Arkham City Armored Edition                          | Wii U                                |
| N O V E M B R E | 18                                           | Call of Duty: Black Ops II                                   | Wii U                                |
| N O V E M B R E | 18                                           | Darksiders II                                                | Wii U                                |
| N O V E M B R E | 18                                           | Epic Mickey: Power of Illusion                               | 3DS                                  |
| N O V E M B R E | 18                                           | Epic Mickey : Le Retour des héros                            | PS3, X360, Wii, Wii U                |
| N O V E M B R E | 18                                           | FIFA 13                                                      | Wii U                                |
| N O V E M B R E | 18                                           | Game Party Champions                                         | Wii U                                |
| N O V E M B R E | 18                                           | Just Dance 4                                                 | Wii U                                |
| N O V E M B R E | 18                                           | Marvel Avengers: Battle for Earth                            | Wii U                                |
| N O V E M B R E | 18                                           | New Super Mario Bros. U                                      | Wii U                                |
| N O V E M B R E | 18                                           | Ninja Gaiden 3: Razor's Edge                                 | Wii U                                |
| N O V E M B R E | 18                                           | Nintendo Land                                                | Wii U                                |
| N O V E M B R E | 18                                           | The Lapins Crétins Land                                      | Wii U                                |
| N O V E M B R E | 18                                           | Scribblenauts Unlimited                                      | Wii U                                |
| N O V E M B R E | 18                                           | Sing Party                                                   | Wii U                                |
| N O V E M B R E | 18                                           | Skylanders: Giants                                           | Wii U                                |
| N O V E M B R E | 18                                           | Sonic and All-Stars Racing Transformed                       | Wii U, PS3, X360                     |
| N O V E M B R E | 18                                           | Tekken Tag Tournament 2                                      | Wii U                                |
| N O V E M B R E | 18                                           | Transformers Prime : The Game                                | Wii U                                |
| N O V E M B R E | 18                                           | Trine 2: Director's Cut                                      | Wii U                                |
| N O V E M B R E | 18                                           | Warriors Orochi 3 Hyper                                      | Wii U                                |
| N O V E M B R E | 18                                           | Wipeout: The Game 3                                          | Wii U                                |
| N O V E M B R E | 18                                           | Your Shape: Fitness Evolved 2013                             | Wii U                                |
| N O V E M B R E | 18                                           | ZombiU                                                       | Wii U                                |
| N O V E M B R E | 19                                           | Little Inferno                                               | Win                                  |
| N O V E M B R E | 19                                           | Sonic Adventure 2                                            | Win                                  |
| N O V E M B R E | 20                                           | Adventure Time: Hey Ice King! Why'd You Steal Our Garbage?!! | 3DS, NDS                             |
| N O V E M B R E | 20                                           | Assassin's Creed III                                         | Win                                  |
| N O V E M B R E | 20                                           | Borderlands 2                                                | MacOS                                |
| N O V E M B R E | 20                                           | Family Guy: Back to the Multiverse                           | Win, PS3, X360                       |
| N O V E M B R E | 20                                           | Hitman: Absolution                                           | Win, PS3, X360                       |
| N O V E M B R E | 20                                           | Jet Set Radio HD                                             | PSVita                               |
| N O V E M B R E | 20                                           | Persona 4: Golden                                            | PSVita                               |
| N O V E M B R E | 20                                           | PlanetSide 2                                                 | Win                                  |
| N O V E M B R E | 20                                           | PlayStation All-Stars Battle Royale                          | PS3, PSVita                          |
| N O V E M B R E | 20                                           | Les Cinq Légendes                                            | PS3, X360, Wii, Wii U, 3DS, NDS      |
| N O V E M B R E | 20                                           | Scribblenauts Unlimited                                      | Win                                  |
| N O V E M B R E | 20                                           | Sine Mora                                                    | PSN, PSVita                          |
| N O V E M B R E | 20                                           | The Walking Dead: Épisode 5                                  | PS3                                  |
| N O V E M B R E | 21                                           | The Walking Dead: Épisode 5                                  | Win, X360, MacOS, iOS                |
| N O V E M B R E | 27                                           | Fighting Vipers                                              | PSN                                  |
| N O V E M B R E | 27                                           | Ratchet and Clank: Q-Force                                   | PSN, PSVita                          |
| N O V E M B R E | 27                                           | Sonic the Fighters                                           | PSN                                  |
| N O V E M B R E | 27                                           | Super Hexagon                                                | Win, MacOS                           |
| N O V E M B R E | 27                                           | Virtua Fighter 2                                             | PSN                                  |
| N O V E M B R E | 28                                           | Baldur's Gate: Enhanced Edition                              | Win                                  |
| N O V E M B R E | 28                                           | Fighting Vipers                                              | XBLA                                 |
| N O V E M B R E | 28                                           | Miner Wars 2081                                              | Win                                  |
| N O V E M B R E | 28                                           | Sonic the Fighters                                           | XBLA                                 |
| N O V E M B R E | 28                                           | Virtua Fighter 2                                             | XBLA                                 |
| N O V E M B R E | 28                                           | Under Defeat HD                                              | PS3                                  |
| N O V E M B R E | 29                                           | Jet Set Radio HD                                             | iOS, Android                         |
| D E C E M B R E |                                              |                                                              |                                      |
| 4               | EVE Online: Retribution                      | Win                                                          |                                      |
| 4               | Far Cry 3                                    | Win, PS3, X360                                               |                                      |
| 4               | Gardiens de la Terre du Milieu               | PSN, XBLA                                                    |                                      |
| 4               | Guilty Gear XX Λ Core Plus                   | PSN                                                          |                                      |
| 4               | Uncharted: Fight for Fortune                 | PSVita                                                       |                                      |
| 6               | Grand Theft Auto: Vice City                  | iOS                                                          |                                      |
| 6               | Modern Combat 4: Zero Hour                   | iOS, Android                                                 |                                      |
| 6               | Mutant Mudds                                 | iOS                                                          |                                      |
| 7               | Awesomenauts                                 | MacOS                                                        |                                      |
| 7               | Baldur's Gate: Enhanced Edition              | iOS                                                          |                                      |
| 10              | Test Drive: Ferrari Racing Legends           | Win                                                          |                                      |
| 11              | 007 Legends                                  | Wii U                                                        |                                      |
| 11              | Black Knight Sword                           | PSN                                                          |                                      |
| 11              | Grand Theft Auto: San Andreas                | PSN                                                          |                                      |
| 12              | Black Knight Sword                           | XBLA                                                         |                                      |
| 12              | Grand Theft Auto: Vice City                  | Android                                                      |                                      |
| 13              | Batman: Arkham City Game of the Year Edition | MacOS                                                        |                                      |
| 15              | Yumby Toss                                   | Android                                                      |                                      |
| 17              | Nights into Dreams HD                        | Win                                                          |                                      |
| 17              | Q.U.B.E.                                     | MacOS                                                        |                                      |
| 17              | Street Fighter X Mega Man                    | Win                                                          |                                      |
| 17              | The War Z                                    | Win                                                          |                                      |
| 18              | Kinect Party                                 | XBLA                                                         |                                      |
| 18              | Sonic and All-Stars Racing Transformed       | PSVita                                                       |                                      |
| 20              | F1 2012                                      | MacOS                                                        |                                      |
| 20              | Final Fantasy IV                             | iOS                                                          |                                      |
| 21              | Sonic Jump                                   | Android                                                      |                                      |

## Meilleures ventes

### Ventes françaises de consoles
Chiffres des consoles de jeux vidéo vendues en France,,
| Classement | Console              | Constructeur | Unités vendues | PDM |
| ---------- | -------------------- | ------------ | -------------- | --- |
| 1          | Nintendo 3DS         | Nintendo     | 947 000        | 32% |
| 2          | PlayStation 3        | Sony         | 700 000        | 23% |
| 3          | Wii                  | Nintendo     | 372 000        | 12% |
| 4          | Xbox 360             | Microsoft    | 360 000        | 12% |
| 5          | PlayStation Vita     | Sony         | 201 000        | 6%  |
| 6          | PlayStation Portable | Sony         | 190 000        | 6%  |
| 7          | Wii U                | Nintendo     | 118 000        | 4%  |
| 8          | Nintendo DS          | Nintendo     | 110 000        | 4%  |

## Récompenses
- Prix du jeu vidéo 2012 (décerné par le Ministère de la Culture) :
  - Prix du Créateur : Ankama[5]